# Albert Pla
Albert Pla Álvarez, né le 22 septembre 1966 à Sabadell (province de Barcelone, Espagne), est un comédien, auteur-compositeur et chanteur espagnol. Il chante en catalan et en espagnol. Les paroles de ses chansons qui sont souvent polémiques, parfois enfantines ou violentes, rejettent avec ironie tous les genres de pouvoir.

## Carrière
Albert Pla a collaboré avec Manolo Kabezabolo, Robe Iniesta (Extremoduro), Fermin Muguruza (Kortatu, Negu Gorriak), Quimi Portet (El Último de la Fila), Kase.O (Violadores del Verso), Estopa, Quico Pi de la Serra, Kiko Veneno, The Kagas, Pascal Comelade ou encore Diego Cortés, entre autres ; il a aussi rendu hommage à Pau Riba et Jaume Sisa à de nombreuses reprises. Il a aussi travaillé avec le groupe Estopa sur l'album X Anniversarium.
Avec Muchachito Bombo Infierno, El Canijo de Jerez (ex-Los Delinqüentes), Lichis (La Cabra Mecánica) et Tomasito, il enregistre l'album La Pandilla Voladora.
Albert Pla a participé à des productions cinématographiques comme Airbag de Juanma Bajo Ulloa; A los que aman d'Isabel Coixet; Honor de caballería d'Albert Serra et Murieron Por Encima de Sus Posibilidades d'Isaki Lacuesta. Albert Pla est aussi le protagoniste de l'œuvre théâtrale Caracuero de Helmut Krausser qui a eu plus de 150 représentations. En décembre 2009, il joue dans la pièce de théâtre Llits (Lits) dans laquelle il jouait l'acrobate Lectus.
Sa chanson Sufre como yo fait partie de la bande sonore du film de Pedro Almodóvar En chair et en os.

### Polémiques
Ses chansons La dejo o no la dejo (où le personnage de la chanson se demande s'il doit dénoncer à la police sa copine qui fait partie d'un groupe terroriste) et Carta al rey Melchor (contre la monarchie espagnole) ont suscité la polémique.
En juin 2015, Albert Pla est condamné à 100 euros d'amende pour avoir dit qu'il faudrait tuer les membres du parti Podemos avant qu'ils aient des gardes du corps.

## Discographie
- Ho sento molt (PDI 1989)
- Aquí s'acaba el que es donava (PDI 1990)
- Una MM... lligada amb un cordill (2 CD - PDI 1991)
- No sólo de rumba vive el hombre (BMG Ariola 1992)
- Supone Fonollosa (BMG Ariola 1995)
- Veintegenarios en Alburquerque (BMG Ariola 1997)
- ¿Anem al llit? (BMG Ariola 2002)
- Cançons d'amor i droga (2 CD - BMG Ariola 2003)
- Vida y milagros (CD + DVD en directo - BMG Ariola 2006)
- La diferencia (El Volcán Música 2008)
- Concert a París (DISCMEDI 2010)
- Somiatruites (avec Pascal Comelade, 2011)

## Livres
- España de mierda, roman, editorial Roca, novembre 2015